# Daniel Novegil

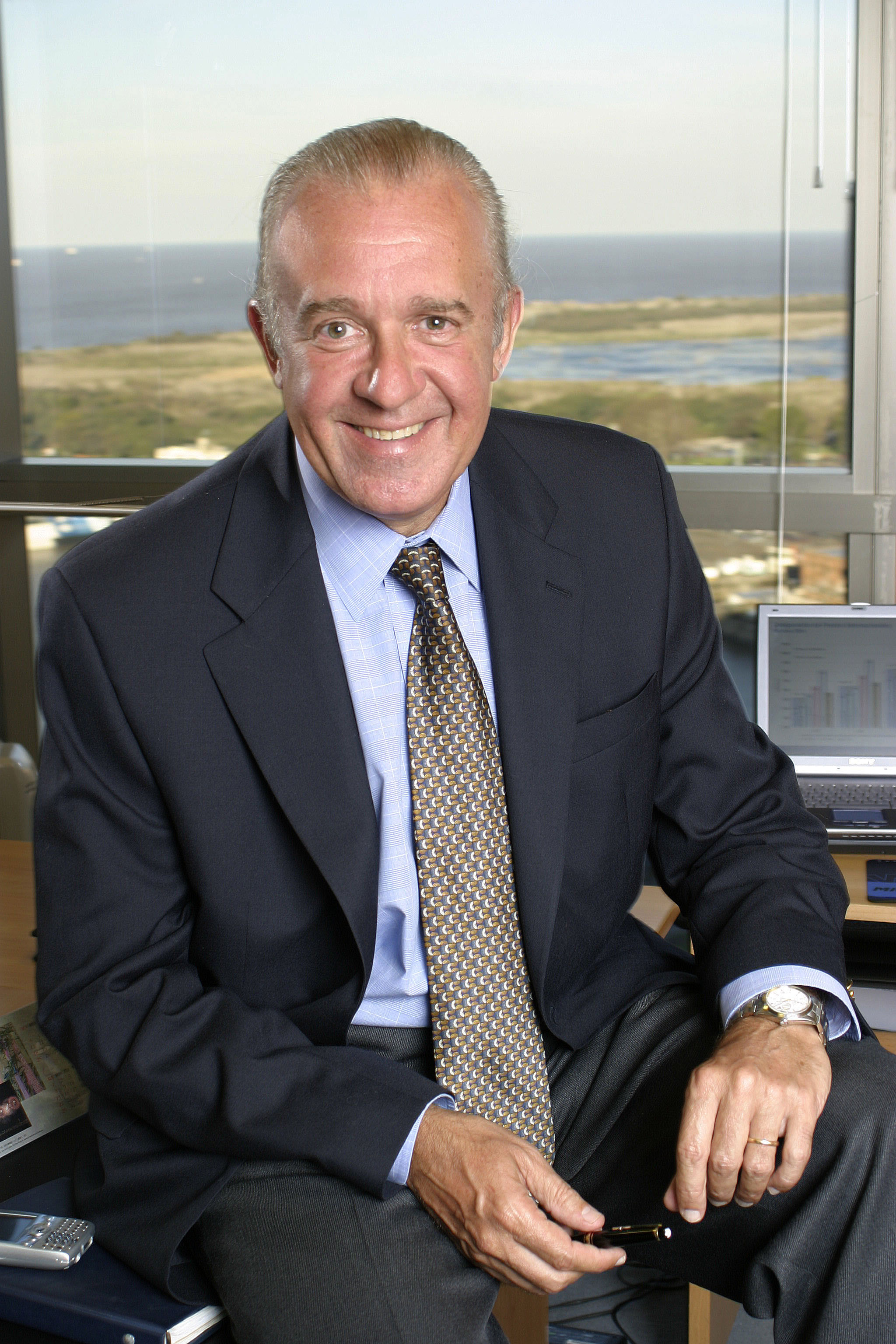

Daniel Agustín Novegil (Buenos Aires, 1952) es un ejecutivo argentino, actual Vice Chairman de Ternium. Fue CEO de esta empresa por 25 años, después de haber sido presidente ejecutivo de Siderar en Argentina, Sidor en Venezuela, Hylsa e IMSA en México.

## Biografía
Daniel Novegil nació en 1952 en Buenos Aires. Cursó la primaria en la Escuela Número 22 Avellaneda y el secundario en la Escuela Normal Próspero Alemandri.
Daniel Novegil es Ingeniero Industrial de la Facultad de Ingeniería de la Universidad de Buenos Aires (1970-1975).  En el año 1984 concluyó un Master of Science in Management en Stanford University, Estados Unidos, y desde 1999 es un miembro del "Advisory Board" del “Sloan Masters Program” de la misma universidad. En el año 2015 fue condecorado como “Caballero de la Orden Ecuestre Militar” en reconocimiento a su contribución a la difusión de la historia argentina a través del programa “Historia Viva”. Este reconocimiento fue otorgado por los Caballeros Granaderos de los Andes de la República Argentina.

### Carrera profesional
Daniel Novegil ingresó a la Organización Techint en 1978 en el área de planeamiento y nuevos negocios. En 1993 asumió como director general de Siderar.  Desde 1997 hasta 2001 fue el presidente ejecutivo de Sidor, siderúrgica venezolana que posteriormente fue nacionalizada por el presidente venezolano Hugo Chávez en 2008.   En 2005, lideró la adquisición por parte de la Organización Techint de Hylsa, dando nacimiento a Ternium. En 2006 lideró la oferta pública inicial de acciones de Ternium en la Bolsa de Nueva York. Un año más tarde, negoció la compra de IMSA. Daniel Novegil fue CEO de Ternium entre 2005 y 2018. 
En 2012, Ternium ingresó al grupo de control de Usiminas, tras la adquisición del 27,7% del capital votante de la siderúrgica brasileña, y Daniel Novegil se incorporó como miembro del Consejo de Administración. También es miembro activo del Consejo Directivo del World Steel Association y director de ALACERO, la Asociación Latinoamericana del Acero.

### Privatización y nacionalización de Sidor
En 1998 Daniel Novegil presidió la compra del 60% de Sidor con el Grupo Amazonia, convirtiéndose en el presidente ejecutivo de la empresa. El otro 20% quedó en manos del Estado venezolano y el 20% restante le correspondió a los trabajadores, a través de un Programa de Propiedad Participada.  Ésta representó una de las mayores privatizaciones en la historia de América Latina.   Bajo el control de Ternium, Sidor pasó de producir 2,9 millones a 4,3 millones de toneladas de acero líquido. Sin embargo, en el 2008 el gobierno de Hugo Chávez anunció la nacionalización de la empresa.  En el 2013, la producción de acero de Sidor fue de 1,5 millones de toneladas.